# Sylvain Barou
Sylvain Barou (21 de septiembre de 1978, Pontoise, Francia) es un vientista francés especializado en el campo de la música bretona y la música irlandesa. En diversos proyectos musicales interpreta flauta, whistles, uilleann pipes, biniou kozh, bansuri, duduk, zurna, neyanban y gaïda.

## Biografía
En la región de Grenoble, comenzó a tocar  la flauta a la edad de 12 años y a tocar con un practice set de uilleann pipes (gaita irlandesa), influenciado por la  música folk irlandesa de bandas como Bothy Band, Planxty o Matt Molloy. A los 14 añosconoció al flautista bretón Jean-Michel Veillon, lo que le permitió descubrir la música y los instrumentos de Bretaña y otros lugares del mundo.
En 1998, durante un concierto en Quimper del músico y luthier Harsh Wardhan de Delhi, conoció la música india y el bansuri, un tipo de flauta india. Este descubrimiento le permitió adquirir el rigor auditivo inherente a esta música, desarrollar matices tímbricos e incorporar ornamentación. Posteriormente, aplicó estas habilidades a la música de Bretaña sobre la base de los fraseos elaborados por los cantantes o gaiteros tradicionales.
A lo largo de su carrera formó parte de una gran cantidad de proyectos musicales: Guidewires, Celtic Procession, Jean-Charles Guichen (dúo), Florian Baron (dúo), Guichen (trío), Stelios Petrakis, Keyvan Chemirani, Trilok Gurtu, Nguyên Lê, Adnan Joubran (Borders Behind), Vincent Segal, Karim Ziad, Baptiste Trotignon, Prabhu Edouard (Kolâm), Triad (un trío conformado por él, Donal Lunnyy Pádraig Rynne), Sylvain Barou, John Doyle & Seamie O'Dowd trio), Veillon - Hamon (quinteto), Ganga Procession (un quinteto junto a Pellen), Sualtam, Smadj, Comas y Thali⁴Gang (Trilok Gurtu/Geoffroy Tamisier/Jacques Pellen).

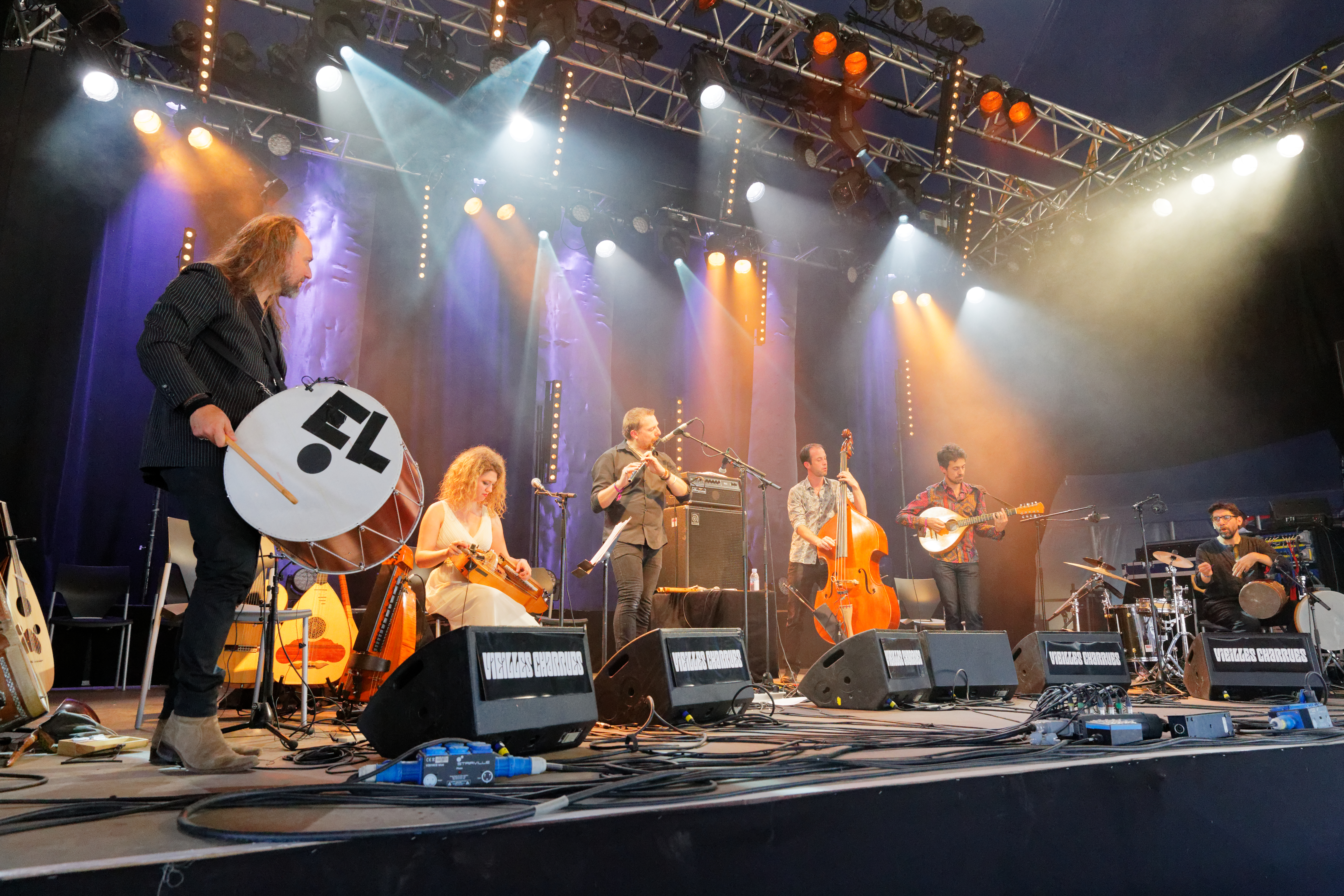
Concierto en el festival Vieilles Charrues en 2017.

Ha participado en más de 50 álbumes junto con artistas como Denez Prigent, Dan Ar Braz, Soïg Siberil, Gilles Le Bigot, Liz Carroll, Pat O'May, Yvan Cassar, Alain Genty, Erik Marchand, los hermanos Boclé, Keyvan Chemirani, Prabhu Edouard, Efrén Lopez, Eleonore Fourniau, Hadrien Ferraud y Didier Squiban.
En 2007 comenzó con un proyecto solista, con el que editó su primer álbum  en enero de 2012. Este material discográfico contó con invitados de renombre, tales comoDonal Lunny, Gilles Le Bigot, John Doyle, Alain Genty, Youenn Le Bihan y Prabhu Edouar, entre otros. Durante sus presentaciones en vivo, lo acompañan en el escenario  Ronan y Jacques Pellen, Julien Stevenin y Keyvan Chemirani cuando se presente en quinteto, con Ronan Pellen y Keyvan Chemirani cuando lo hace en formato trío y con Ronan Pellen cuando se presenta a dúo.

## Discografía
- 2021: Jacques Pellen & Offshore. Standing on the Shore (Paker Prod)
- 2021: Smadj. Dual (Pschiit)
- 2020: Istan (trío) (Coop Breizh)
- 2020: Stéphane Edouard. Pondicergy Airlines
- 2020: Liamm-Xavier Boderiou
- 2020: Barou-Noguet-Conq (Coop-Breizh)
- 2020: Emrah Kaptan. Ashik
- 2019: Trío Joubran The Long March
- 2019: Efrén López. E.A.R.
- 2018 : Barou/Pellen. The last days of fall (Coop-Breizh)
- 2018: Fred Guichen. Dor An Enez (Paker Prod)
- 2017: Offshore //:Shorewards (Paker prod, Coop Breizh)
- 2012: Sylvain Barou (Aremorica Records)
- 2013: Barou-Lunny-Rynne. Triad (Keltia Music)
- 2014: Sylvain Barou, Xavier Boderiou y Jacques Pellen. Morenn (Coop Breizh)
- 2014: Keyvan Chemirani AVAZ (Innacor)
- 2010 Boclé Brothers. Keltic Tales

### Participaciones
- 2016: Ganga Procession
- 2016: Prabhu Edouard - Kôlam
- 2014: Keyvan Chemirani  - Avaz
- 2014: Dan Ar Braz - Célébration d'un héritage
- 2013: Duo Landat Moisson - An tan skornet
- 2013: JOA (ingeniero de sonido y mezcla)
- 2013: Duo Rozenn Talec/Yannig Noguet - Mouezh An Diaoul
- 2011: Guidewires - II
- 2010: Hamon Martin Quintet - Du silence et du temps
- 2010: Jean-Baptiste Boclé & Gildas Boclé - Keltic Tales - Crossfields
- 2009: Guidewires - Live
- 2008: Olli and the Bollywood Orchestra - Tantra
- 2008: Seheno - Ka
- 2007: David Pasquet - Sa différence
- 2007: Nuit de Saint Patrick en el Bercy
- 2007: KV Express - Luna
- 2005: Olli and the Bollywood Orchestra -  Kitch’En (Sony)
- 2005: David Pasquet Group - Breudeur Ar Stered
- 2005: Wooden Flute Obsession - Vol.1
- 2005: Chris Dawson - Out on the edge
- 2004: Les Frères Guichen - Frères
- 2004: Aidan Burke - Feel the bow
- 2004: Helen Flaherty - Oft times I’ve been cheery
- 2004: Denez Prigent - Sarac’h
- 2003: Yvan Cassar - L’Odyssée de L’Espèce
- 2003: Comas
- 2003: Nolwenn Korbell - N’eo Ket Echu
- 2003: Beltaine - Irish traditional dance music
- 2003: Land’s end - Kildroennoù spered
- 2002: Karma - Liesliw
- 2002: Sualtam - Irish music
- 2002: Denez Prigent - Live Holl A Grevret
- 2000: Denez Prigent - Irvi
- 2000: Gwazigan - Y’avait du monde
- 2000: Djal - Nuits blanches
- 2000: Pigtown - Irish music
- 2000: Hyaëna - Le fer et la soie
- 1999: Ceol - The last order